# Ginga Fukei Densetsu Sapphire
 (avril 2019).
Si vous disposez d'ouvrages ou d'articles de référence ou si vous connaissez des sites web de qualité traitant du thème abordé ici, merci de compléter l'article en donnant les références utiles à sa vérifiabilité et en les liant à la section « Notes et références ».
Ginga Fukei Densetsu Sapphire (銀河婦警伝説サファイア) est un jeu vidéo de type shoot them up à scrolling vertical développé et édité par Hudson Soft sur PC Engine (Arcade CD-ROM²), publié uniquement au Japon en 1995. Sapphire est reconnu pour être l'un des jeux les plus impressionnants graphiquement, ainsi que l'un des plus rares sur PC Engine[réf. nécessaire].

## Portages
Un portage PlayStation Portable de Sapphire a été publié en 2008, dans la compilation Galaxy Fraulein Collection.